# خوسيه مونتالفو
خوسيه مونتالفو (بالإنجليزية: José Montalvo)‏ هو شاعر أمريكي، ولد في 9 سبتمبر 1946 في بيدراس نيغراس في المكسيك، وتوفي في 15 أغسطس 1994.